# Tetide

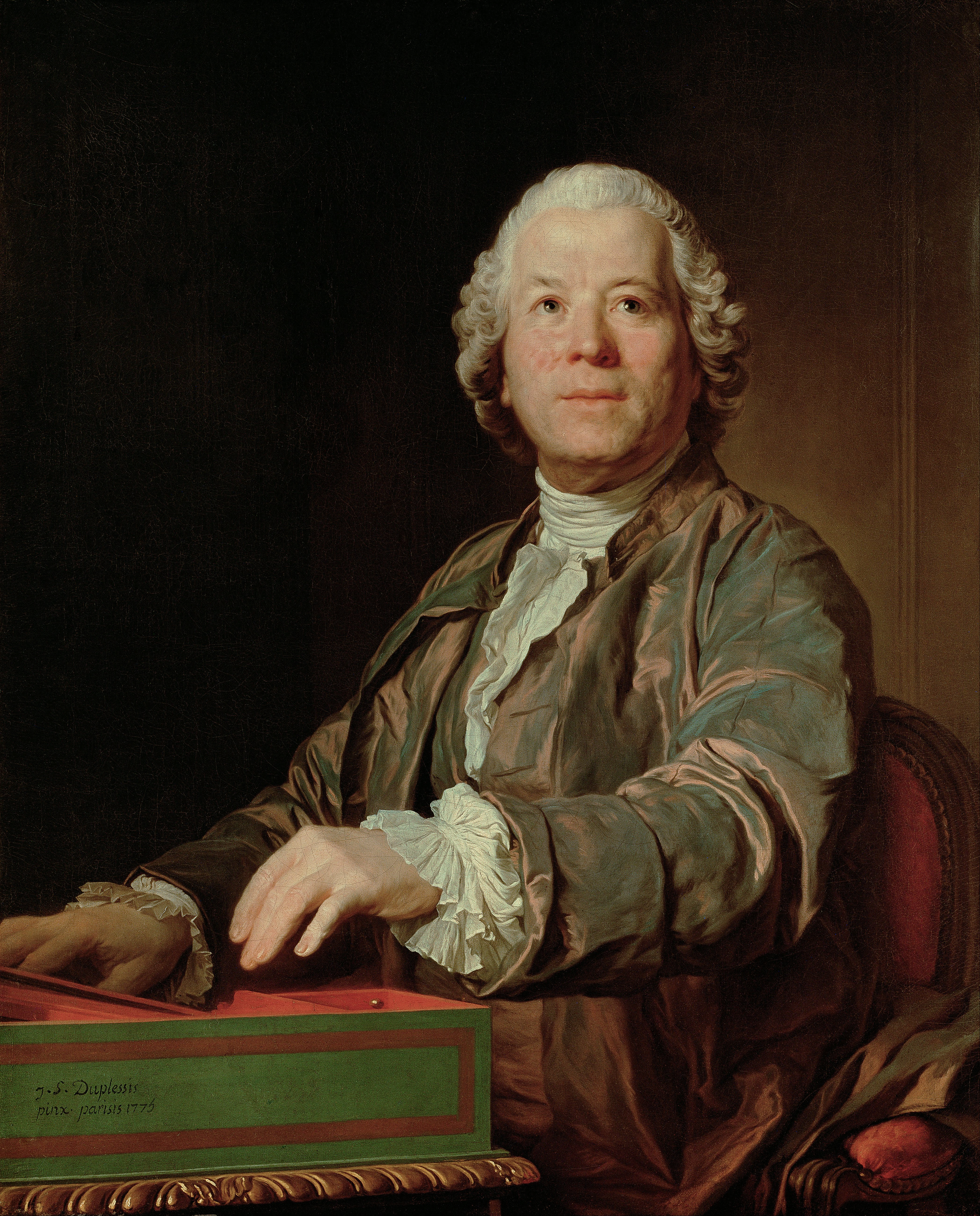
Christoph Willibald Gluck

Tetide (Thetis) är en opera (serenata) i två akter med musik av Christoph Willibald Gluck och libretto av Giovanni Ambrogio Migliavacca. 

## Historia
Tetide komponerades till bröllopet (6 oktober 1760) mellan den blivande kejsaren Josef II av Österrike och prinsessan Isabella av Parma. De båda kungligheterna framställs allegoriskt som den grekiske hjälten Akilles och dennes älskade Deidamia, men de uppträder inte i handlingen. Operan var Glucks sista beställningsverk inom den konventionella hovoperan, framförd av professionella sångare och iscensatt på en stor scen. Uruppförande skedde den 10 oktober 1760 i palatset Hofburg i Wien.

## Personer
- Tetide (Thetis) (sopran)
- Apollo (soprankastrat)
- Marte (Mars) (tenor)
- Imeneo (Hymenaios) (soprankastrat)
- Pallade (Pallas Athena) (sopran)
- Venere (Venus) (sopran)
- Havsgudar och havsgudinnor (kör)

## Handling
Havsgudinnan Tetide (mor till Akilles), kröns till härskarinna. Gudarna Marte (krigets gud) och Apollo (konstens gud) grälar om vem som ska få äran att uppfostra Akilles. Pallade och Venere har en liknande diskussion över Deidamias uppfostran. Imeneo förenar dem och alla beger sig till ön Skyros för det glädjefulla bröllopet.